# Châteaufort (Alpy Górnej Prowansji)
Châteaufort – miejscowość i gmina we Francji, w regionie Prowansja-Alpy-Lazurowe Wybrzeże, w departamencie Alpy Górnej Prowansji.

## Demografia
Według danych na rok 1990 gminę zamieszkiwało 30 osób, a gęstość zaludnienia wynosiła 2 osoby/km². W styczniu 2015 r. Châteaufort zamieszkiwało 25 osób, przy gęstości zaludnienia wynoszącej 1,8 osób/km².